# جامع الملوية (سامراء)
جامع الملوية في سامراء من مساجد العراق الأثرية القديمة، وهو المسجد الجامع الذي بناه الخليفة العباسي المتوكل على الله بن الخليفة المعتصم بالله، بين عامي 234 - 237هـ/ 848 - 851م، على أرض مستطيلة مساحتها 27920 متراً مربعاً وبطول 240 متراً وبعرض 158 متراً، ويسع المصلى الواسع لأكثر من ثمانون ألف مصلِّ، وشيد الجامع بمادة الطابوق والجص، وفرشت أرضيته كلها بطابوق مربع صف بدقة وإتقان، وجدران الجامع ضخمة ومتميزة بارتفاعها البالغ 11 متراً، وسمكها البالغ 2.7 متراً، بإستثناء الأبراج، وهذه الجدران مدعمة بأبراج نصف إسطوانية تجلس على قواعد مستطيلة عدا أبراج الأركان فهي شبه مستديرة، حيث يبلغ قطرها خمسة أمتار، ومجموع أبراج الجامع 44 برجاً، وللجامع 15 باباً للدخول إليه، وترتفع الأبواب حوالي ستة أمتار عن مستوى سطح الأرض للجامع وتتوجها نوافذ ذات عقود مدببة.
ولقد كانت منارة مأذنة الجامع من أبرز معالم الحضارة المعمارية العباسية، وهي فريدة من نوعها بين مآذن العالم الإسلامي في الطراز المعماري، حيث بنيت المنارة على شكل حلزوني من مادة الجص والطابوق الفخاري، ويبلغ ارتفاعها الكلي حوالي 52 متراً، وتقع على بعد 27.25 متراً من الحائط الشمالي للمسجد، وتقع على الخط المحوري لمحراب المسجد، وترتكز على قاعدة مربعة ضلعها 33 متراً وارتفاعها 4.2 متراً، وتزينها حنايا ذات عقود مدببة عددها تسعة، ويعلوها مبنى إسطواني مكوّن من خمس طبقات تتناقص سعتها بالارتفاع للأعلى، ويحيط بها من الخارج سلم حلزوني بعرض متران يلتف حول جسم المئذنة وبعكس اتجاه عقارب الساعة ويبلغ عدد درجاته 399 درجة. وفي أعلى القمة طبقة يسميها أهل سامراء «بالجاون» وهذه الطبقة كان يرتقيها المؤذن ويرفع عندها الأذان.

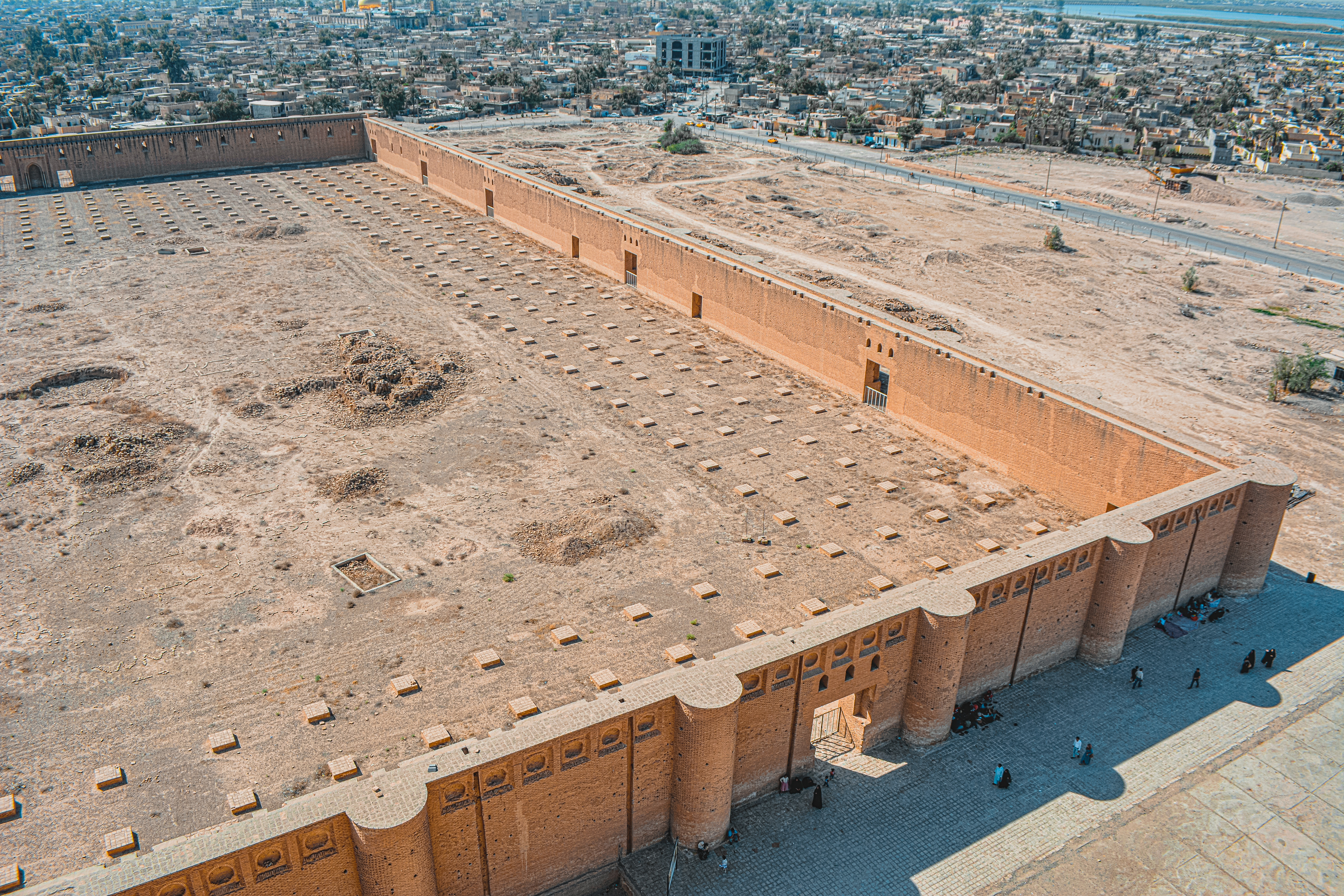
سور المسجد من الأعلى

ويعد المسجد الجامع مع المئذنة الملوية من الآثار التاريخية ومن أبرز معالم عهد الدولة العباسية في مدينة سامراء، حيث تشاهد آثاره لحد الآن شاخصة وهي تقاوم كل عوامل التخريب الطبيعية على مر القرون.

## معرض صور

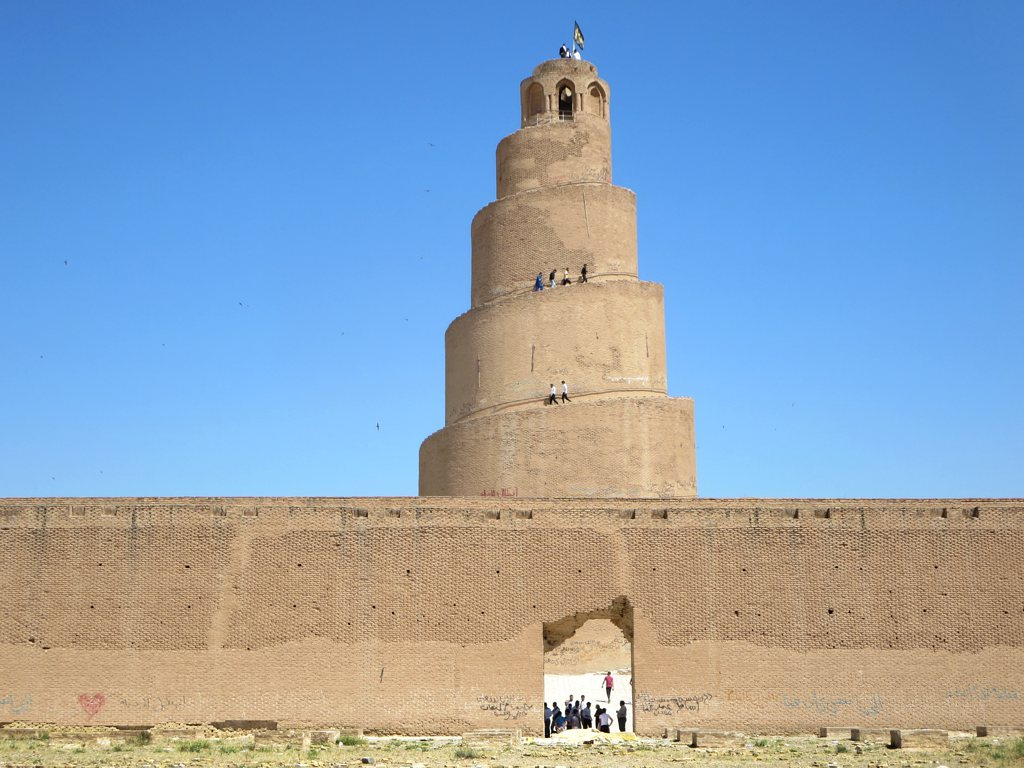
الملوية كما تبدو من خارج الجامع
المأذنة كما تشاهد من خارج موقع الجامع
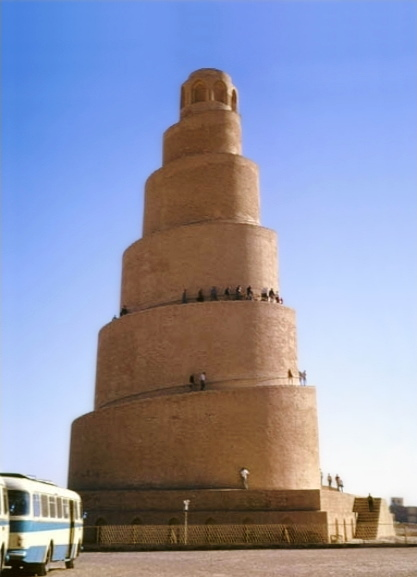
المنارة الملوية
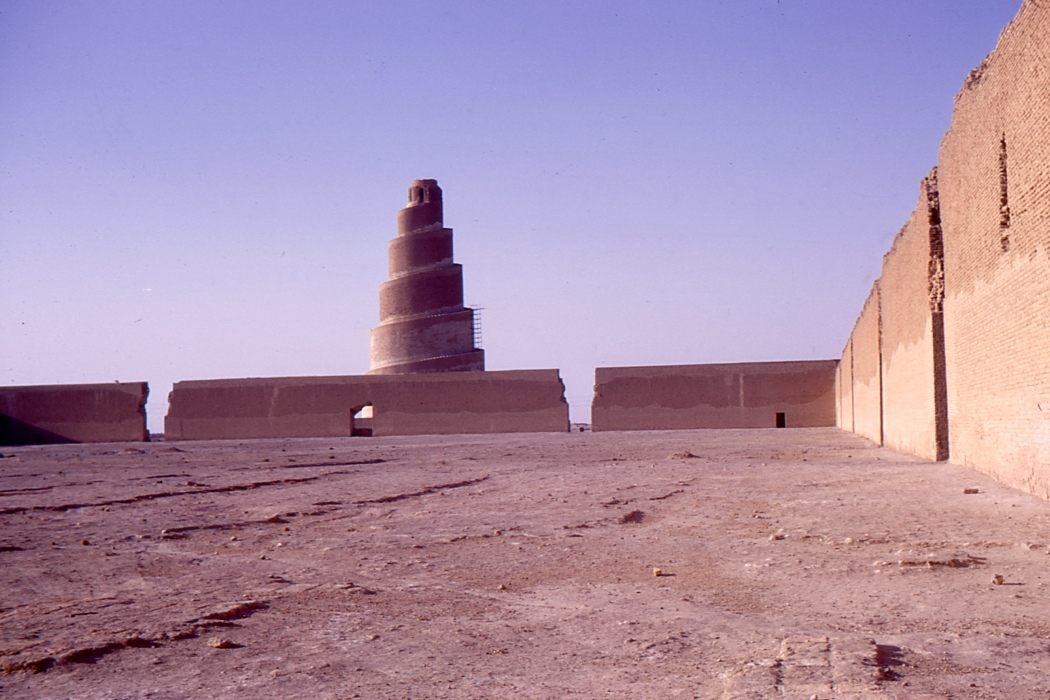
مصلى المسجد الجامع
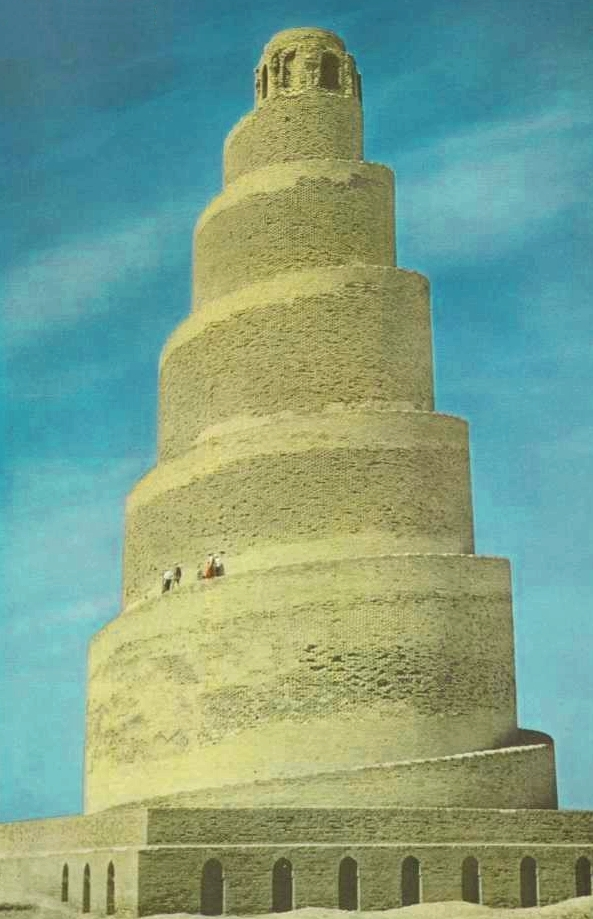
المنارة الملوية للجامع
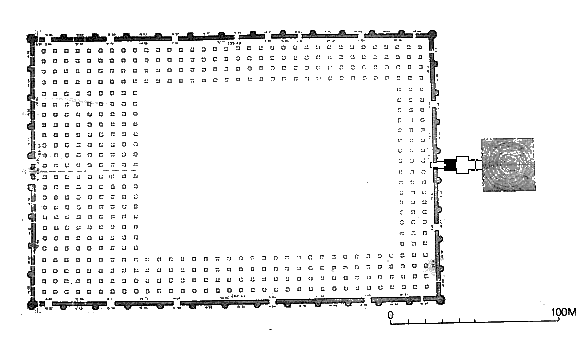
مخطط بناء جامع الملوية
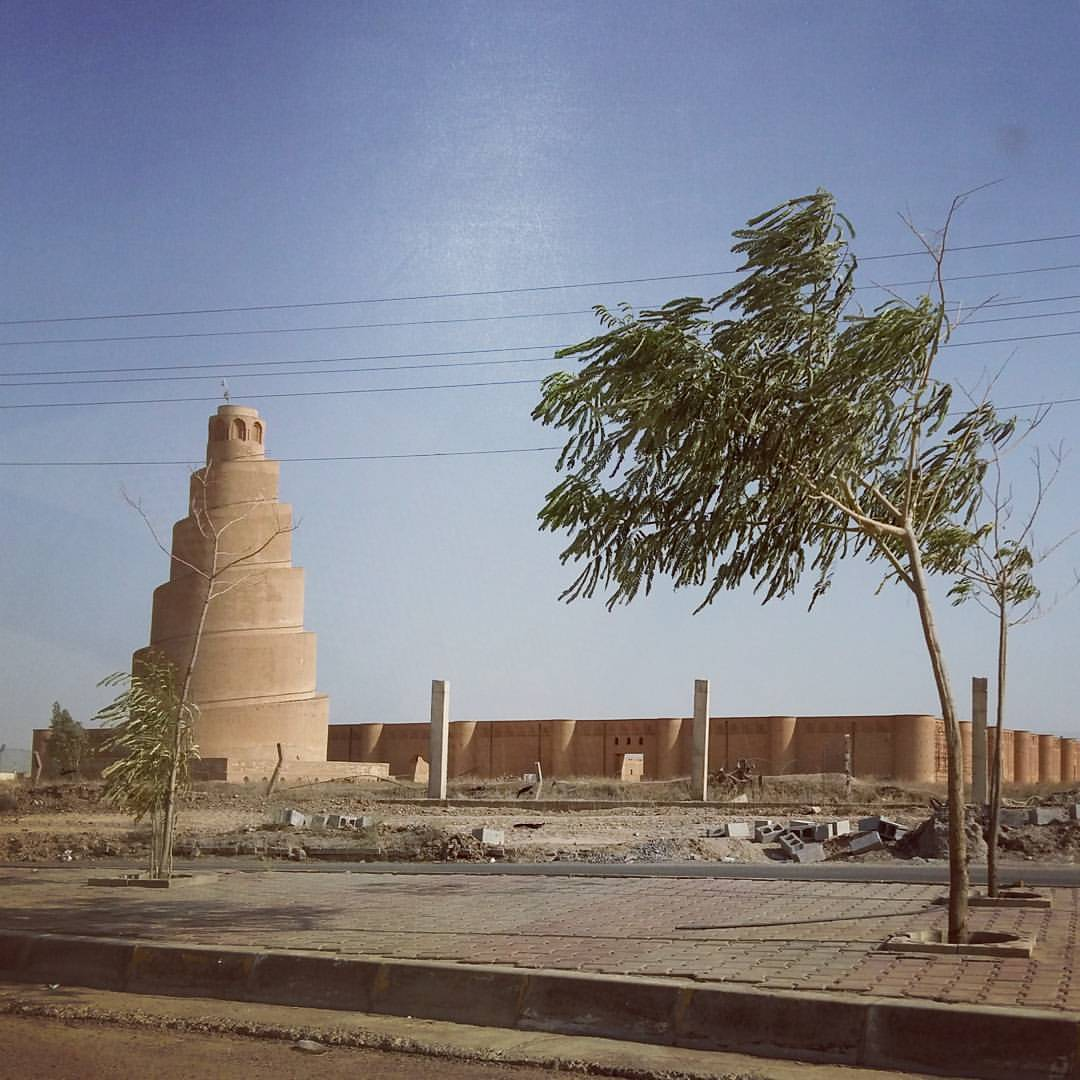
مشهد لمنارة الملوية مع جدار المسجد